# Мирнс, Эдгар Александер
Э́дгар Алекса́ндер Мирнс (англ. Edgar Alexander Mearns; 1856—1916) — американский орнитолог и натуралист.

## Биография
Мирнс окончил Колумбийский медицинский колледж в 1881 году. С 1882 по 1903 год он служил военным врачом. С 1903 по 1904 и с 1905 по 1907 объехал Филиппины. В 1904 году он был вынужден прервать поездку на Филиппины из-за паразитической инфекции. В 1905 году экспедиция привела его на остров Гуам. В 1909 году он ушёл из армии в звании старшего лейтенанта. Затем он сопровождал Теодора Рузвельта, с которым дружил, в экспедиции в Африку. С 1911 по 1912 год второй раз побывал в Африке.
Мирнс был одним из соучредителей Американского общества орнитологов. Наряду с этим он был также членом Национального географического общества, Биологического общества Вашингтона и Линнеевского общества Нью-Йорка.
Мирнс написал примерно 125 научных статей и книг, преимущественно на биологические темы. Кроме того, он писал сочинения по медицине, археологии, а также биографии.
Мирнс описал многие виды животных, такие как филиппинская острохвостая нектарница, боранская цистикола, Orthotomus heterolaemus, Turdus helleri, кузнечиковый хомячок Мирнса, минданаоская гимнура, антилоповый заяц, а также роды грызунов Tarsomys, Limnomys и Bullimus.

## Эпонимы
В честь учёного названы род птиц Mearnsia, род рыб Mearnsella, каменная игуана (Petrosaurus mearnsi), белка Мирнса (Tamiasciurus mearnsi), Lepidopa mearnsi, Aerodramus mearnsi, Acacia mearnsii.

## Труды (выборочно)
- 1886: Description of a rare squirrel, new to the Territory of Arizona
- 1890: Observations on the Avifauna of portions of Arizona
- 1898: A Study of the Vertebrate Fauna of the Hudson Highlands, with Observations on the Mollusca, Crustacea, Lepidoptera, and *the Flora of the Region.: With Observations on the Mollusca, Crustacea, Lepidoptera, and the Flora of the Region
- 1902: An Addition to the Avifauna of the United States
- 1905: Descriptions of New Genera and Species of Mammals from the Philippine Islands
- 1907: Mammals of the Mexican boundary of the United States